# Dioclea erecta
Dioclea erecta är en ärtväxtart som beskrevs av Frederico Carlos Hoehne. Dioclea erecta ingår i släktet Dioclea och familjen ärtväxter. Inga underarter finns listade i Catalogue of Life.